# Pomander
Um pomander é uma bola feita para perfumes, como âmbar cinza, almíscar ou algália que era usada durante a Idade Média e a Renascença.  O pomander era usado ou carregado em um estojo como proteção contra infecções em tempos de peste ou simplesmente como um artigo útil para modificar maus cheiros. As caixas globulares que continham os pomanders eram penduradas em uma corrente de pescoço ou cinto ou presas ao cinto e geralmente eram perfuradas em uma variedade de técnicas de aberturas e feitas de ouro ou prata. Às vezes continham várias divisórias, em cada uma das quais era colocado um perfume diferente.
O termo inglês pomander pode se referir ao próprio material perfumado ou ao recipiente que contém tal material. O recipiente podia ser feito de ouro, prata ou outros materiais e, eventualmente, evoluiu para formatos de nozes, caveiras, corações, livros e navios. Versões menores foram feitas para serem presas por uma corrente a um anel de dedo e seguradas na mão. Versões ainda menores serviam como botões de capa ou contas de rosário. 
Um pomander pode ser um saco contendo ervas aromáticas e pode ser visto como uma forma primitiva de aromaterapia. Os pomanders podem ser considerados parentes dos incensários, nos quais os aromáticos são queimados ou torrados em vez de evaporados naturalmente.

## Etimologia
A palavra inglesa pomander é derivada do inglês médio pomendambre, que foi importado do francês antigo pomme d'ambre (literalmente "maçã de âmbar").

## História
Edmund Launert comenta que não se sabe com certeza quando o pomander chegou à Europa vindo do mundo árabe, mas a primeira dele na literatura é de meados do século XIII (Launert 1987: 17).

### Renascimento
Uma receita para fazer pomander foi incluída em The Treasury of Commodious Conceits, and Hidden Secrets (Londres, 1586), de John Partridge.

#### Caixa de Pouncet
No final do século XVI, surgiu a caixa pouncet que, embora mantendo as características tradicionais do pomander, foi projetada para conter perfumes líquidos, misturados com pó e absorvidos em uma esponja ou pedaço de algodão. Era favorecida pelas classes altas que apreciavam a delicadeza dos perfumes líquidos. O nome dela surgiu do fato de que a caixa era "pounced" ou perfurada para liberar o perfume.

### Moderno

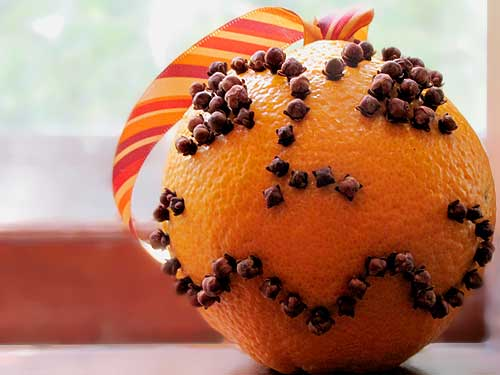
Uma laranja cravejada de cravos.

Um estilo de pomander do século XX comum sobetudo no mundo anglo-saxão é feito cravejando uma laranja ou outra fruta com cravos secos inteiros e deixando-os curar, depois disso, pode durar muitos e muitos anos. Este tipo de pomander moderno tem a função de perfumar e refrescar o ar, além de manter gavetas de roupas e lençóis frescos, com cheiro agradável e sem traças.

## Galeria

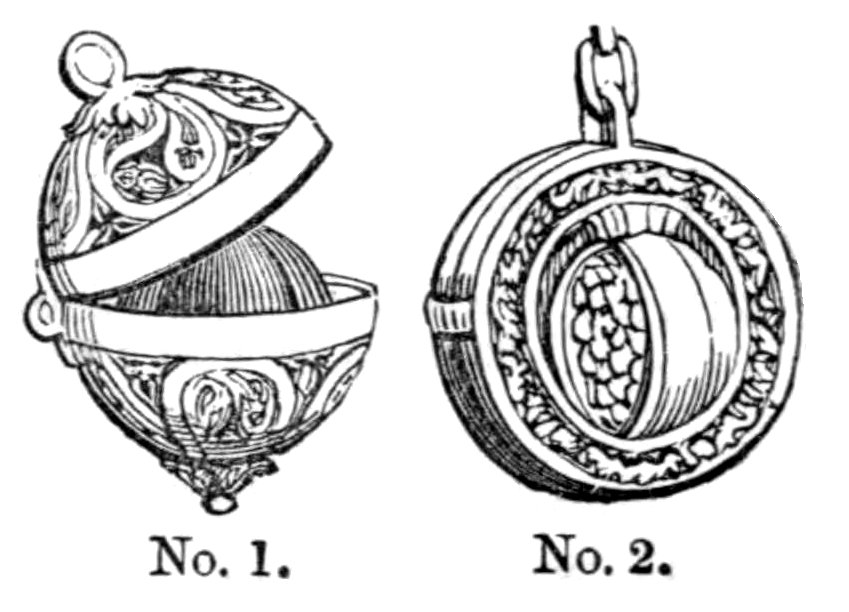
Pomander globular e de caixa
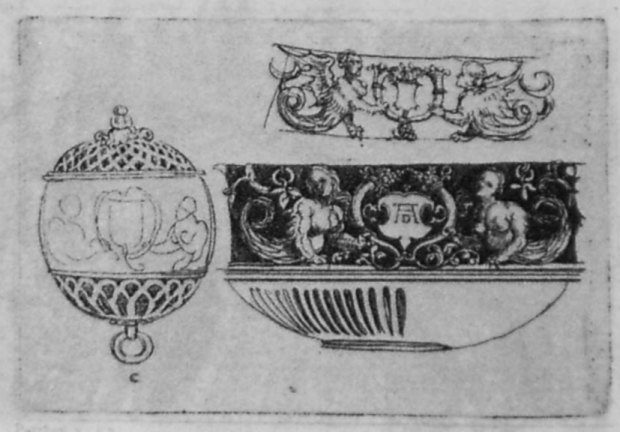
Design para um pomander por Wenzel Hollar
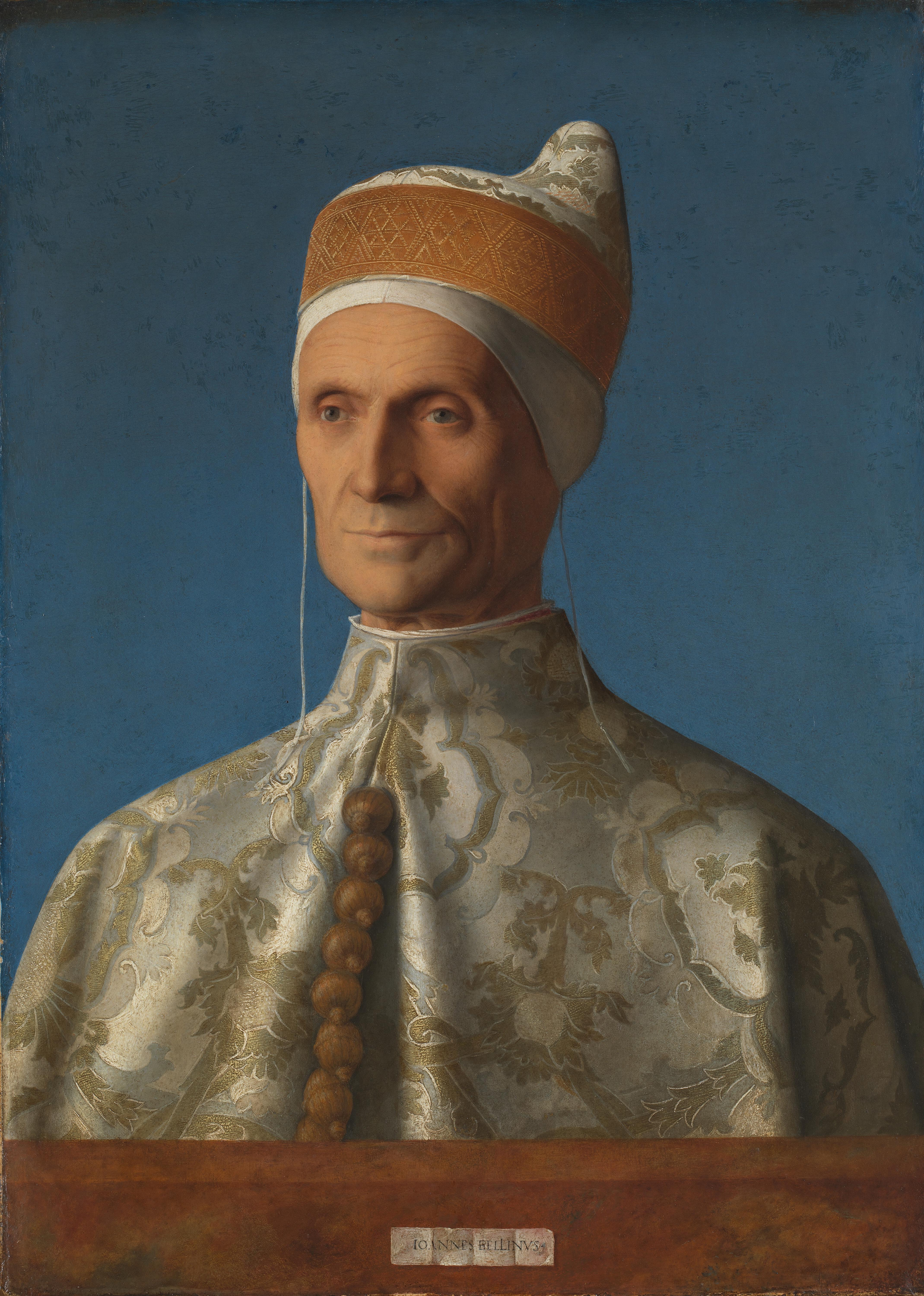
Retrato do Doge Leonardo Loredano com uma série de pomanders (1501), Giovanni Bellini (1430–1516), National Gallery, Londres
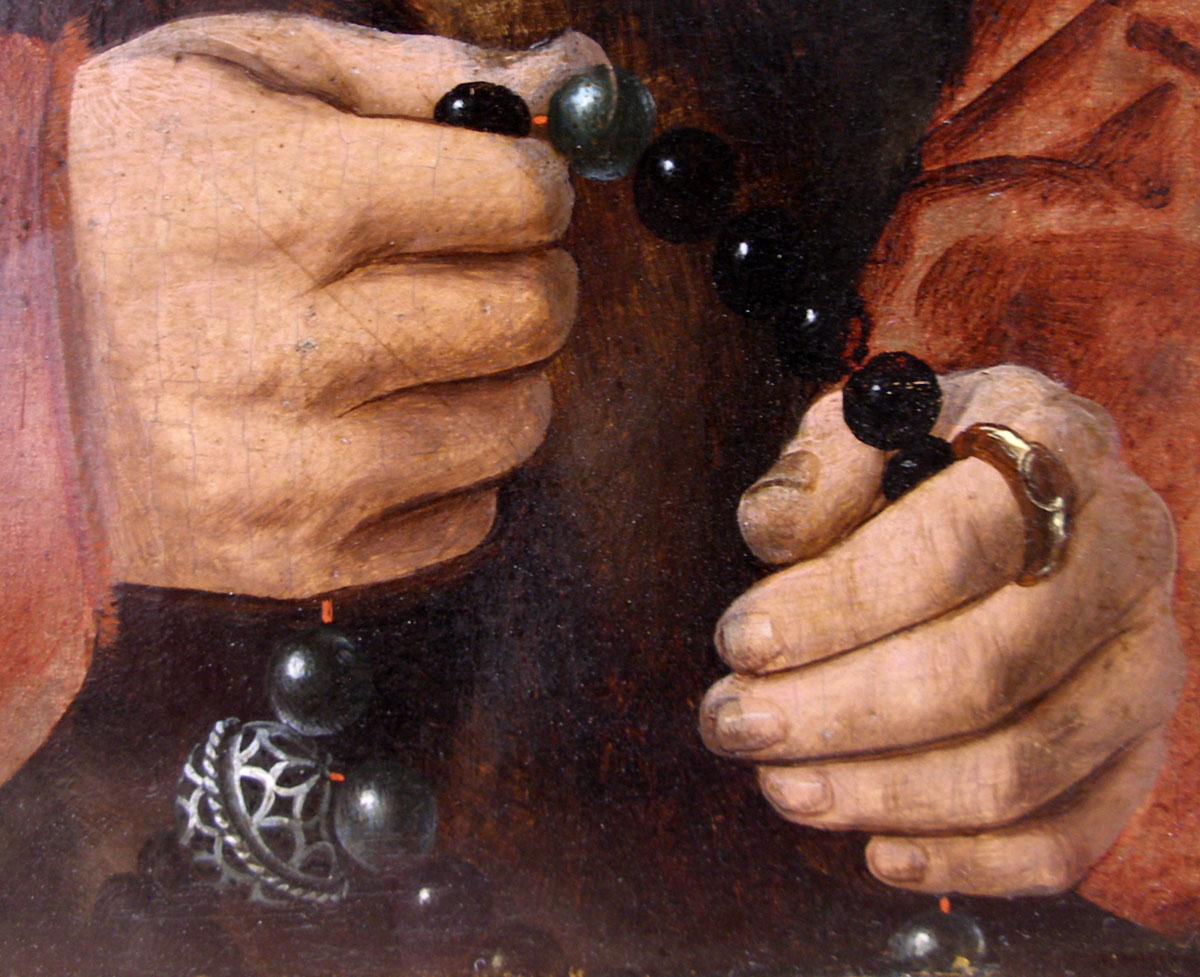
Retrato de Gerhard Pilgrum, detalhe: rosário com pomander (1528), Bartholomäus Bruyn l’Ancien (1493–1555), Museu Wallraf-Richartz, Colônia, Alemanha
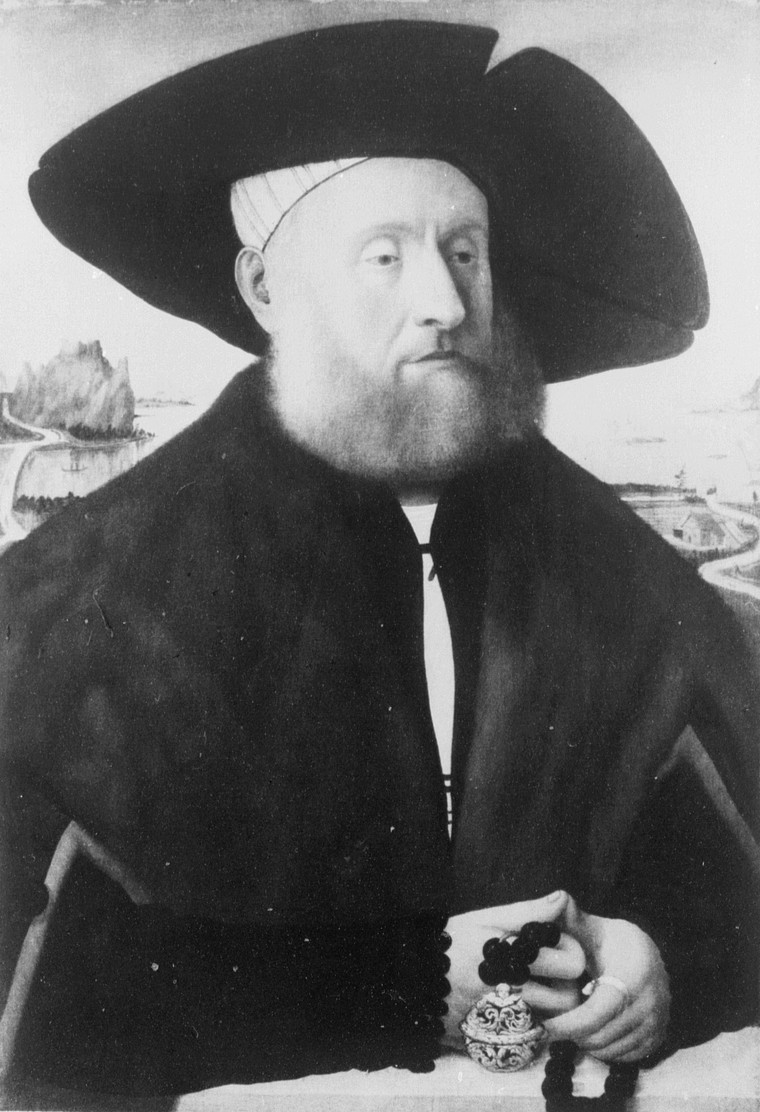
Retrato de um homem com um pomander (v. 1534), Christoph Amberger, Museus Reais de Belas Artes da Bélgica, Bruxelas
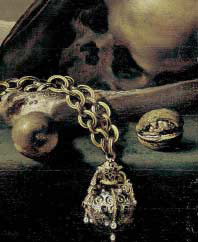
Vaidade com tigela marinha e maçã âmbar na ponta de uma corrente de ouro, detalhe (1636), Pieter Claesz
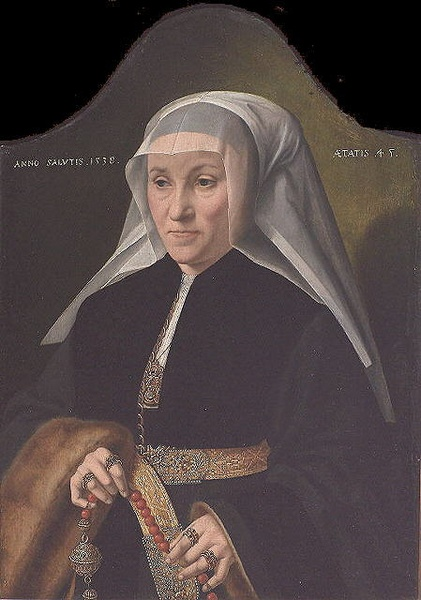
Retrato de uma mulher usando um pomander (c. 1538) Bartholomäus Bruyn, o Velho
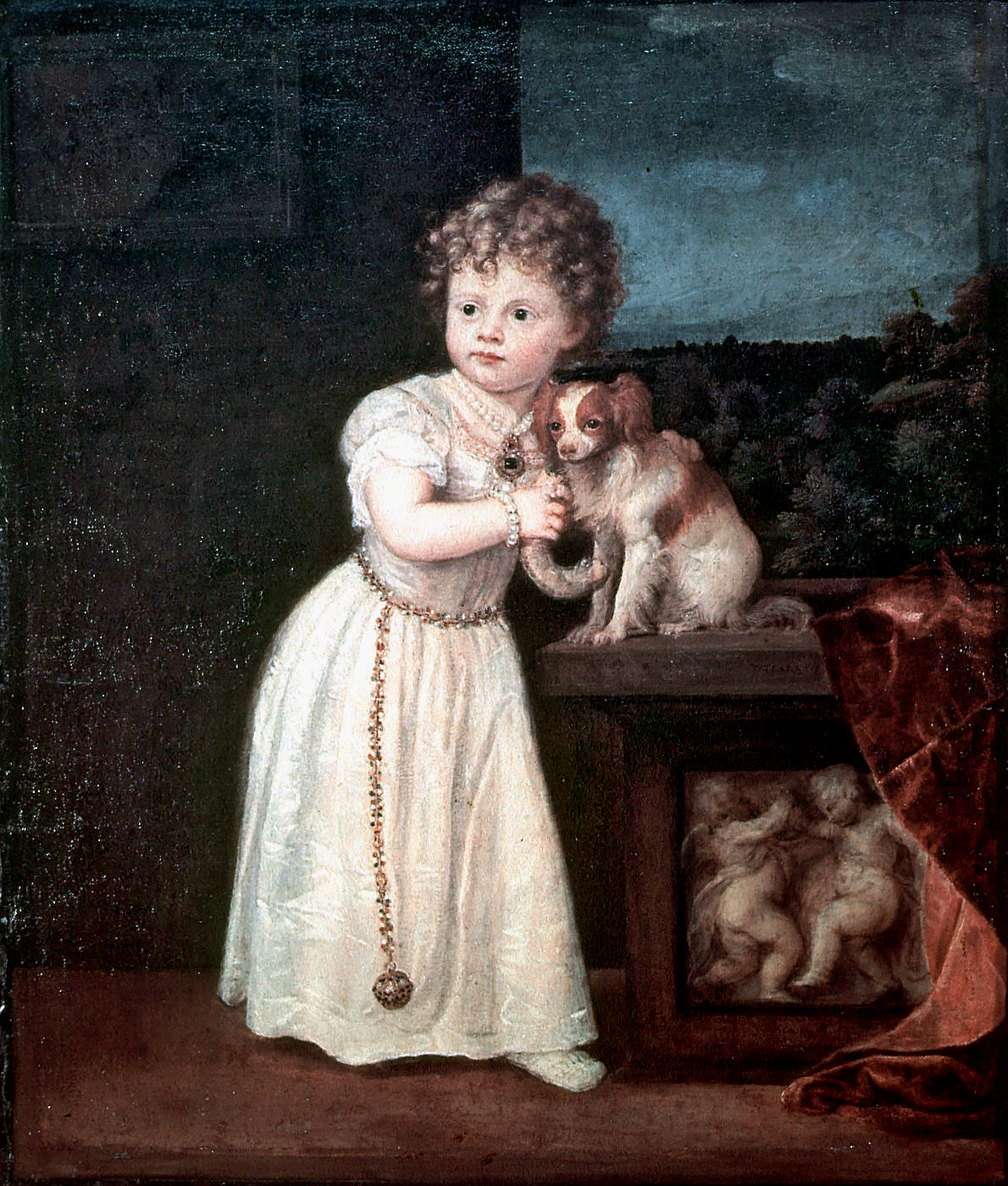
Retrato de Clarissa Strozzi (1542), Le Titien
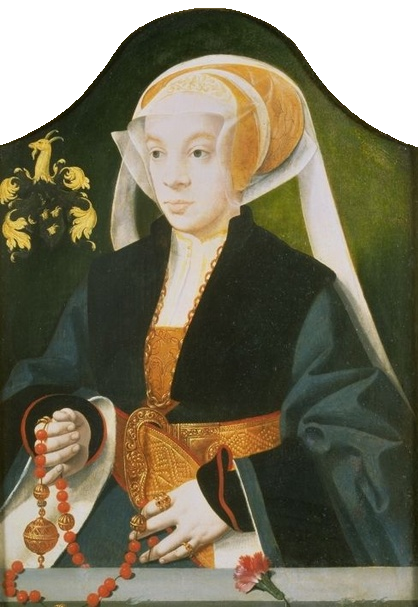
Retrato de uma mulher com um pomander (c. 1547), Bartholomäus Bruyn, o Velho
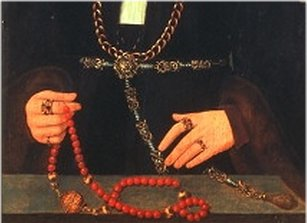
Rosários medievais com pomanders (c.1549), Bartholomäus Bruyn, o Velho
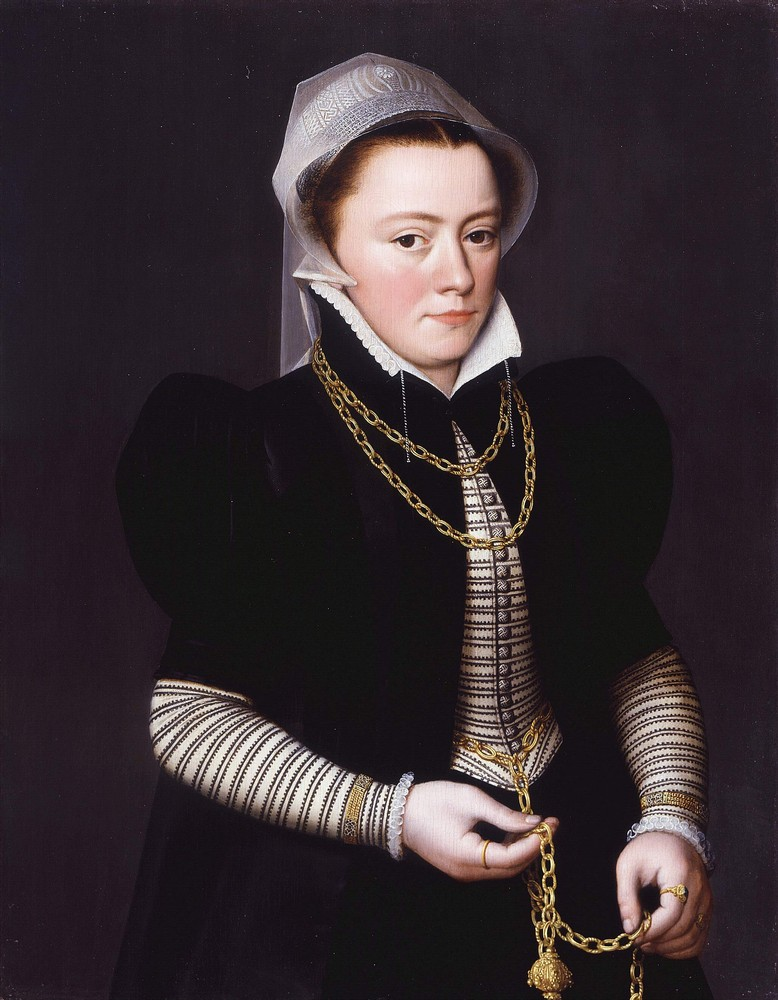
Retrato de uma mulher usando um pomander em uma corrente de ouro (c. 1560), Pieter Janz. Pourbus
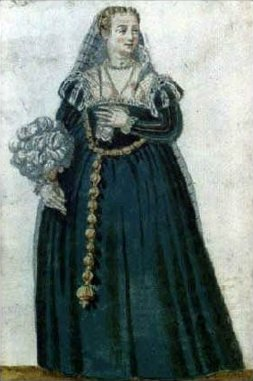
Retrato de uma mulher veneziana usando um pomander (c. 1575)
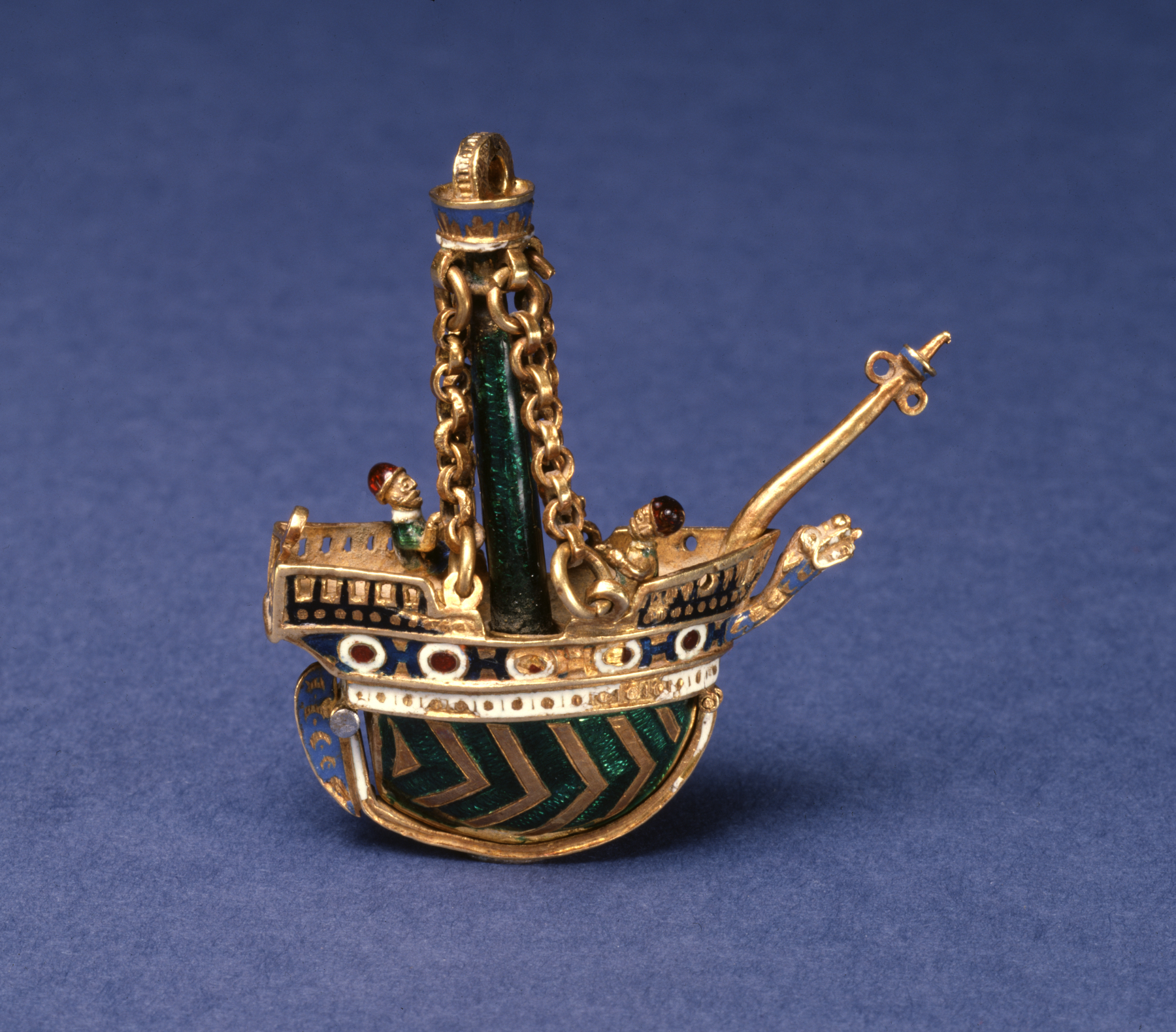
Pomander em forma de navio, c. 1600–1650, Walters Art Museum